# Sindrome di Johanson-Blizzard
La sindrome di Johanson-Blizzard è una malattia genetica rara a trasmissione autosomica recessiva.

## Storia
La sindrome prende il nome da Ann J. Johanson e da Robert M. Blizzard, i pediatri che per primi la descrissero nel 1971.

## Eziologia e patogenesi
La malattia è causata da una mutazione a carico del gene UBR1, una ubiquitin-proteina ligasi. Questo gene è situato sul braccio lungo del cromosoma 15, in corrispondenza del locus genico 15q15-15q21.1; questo gene gioca un ruolo fondamentale nello sviluppo e nella sopravvivenza delle cellule della pancreas esocrino. La sua alterazione provoca un'insufficienza pancreatica esocrina, con le cellule ghiandolari del pancreas che vanno incontro a steatonecrosi fin dalla vita intrauterina.

## Clinica

### Segni e sintomi
Il quadro clinico della sindrome è costituito da:
- Microsomia, fino ad arrivare al nanismo
- Aplasia dell'ala nasale
- Sordità o ipoacusia bilaterale
- Alterazioni morfologiche dei denti o altre anomalie dentali, come la microdonzia
- Aplasia del cuoio capelluto
- Malformazioni dell'ano e del retto (tra cui l'atresia anale)[7]
- Insufficienza pancreatica esocrina, a decorso progressivo
- Ritardo mentale di entità molto variabile (non sempre presente)
- Microcefalia

Tra i soggetti affetti dalla sindrome di Johanson-Blizzard, inoltre, sembra aumentare l'incidenza di ipotiroidismo rispetto alla popolazione generale.

### Diagnosi
L'insufficienza pancreatica congenita è tipica della sindrome, ma a volte non viene rilevata durante la prima infanzia in quanto può esordire in forma lieve ed aggravarsi solo successivamente. Durante il primo anno di vita, di solito si sviluppa il quadro tipico di una sindrome da malassorbimento, con feci voluminose e unte (steatorrea). Molte pubblicazioni menzionano la combinazione di sindrome da malassorbimento dovuta a insufficienza pancreatica esocrina, ipoplasia delle narici, ritardo mentale e anomalie del cuoio capelluto. Studi precedenti indicavano anche il nanismo armonico come un segno clinico frequente.
Nei casi in cui il paziente non presenta o presenta solo pochi ulteriori segni o sintomi, si pone il sospetto sindromico in diagnosi differenziale con l'insufficienza pancreatica congenita, la fibrosi cistica e la sindrome di Shwachman-Diamond; la differenza tra quest'ultima e la malattia di Johanson-Blizzard è l'abnorme concentrazione di bicarbonato nelle feci.

## Trattamento
La terapia non è risolutiva, ma può essere efficace la somministrazione di pancreatina e di rizoenzimi per sopperire alle carenze enzimatiche causate dall'insufficienza pancreatica. Si rendono necessari apparecchi acustici in caso di difetti dell'udito, mentre i pazienti con ritardo mentale necessitano di supporto educativo e quelli con gravi anomalie del volto possono essere sottoposti a chirurgia facciale.